# Ángel Melogno
Miguel Ángel Melogno (ur. 22 marca 1905 w Salto, zm. 27 marca 1945 w Montevideo) – piłkarz urugwajski, pomocnik.
Jako piłkarz klubu CA Bella Vista wraz z reprezentacją Urugwaju wziął udział w igrzyskach olimpijskich w 1928 roku, gdzie zdobył złoty medal. Dwa lata później był w kadrze Urugwaju podczas mistrzostw świata w 1930 roku. Urugwaj zdobył wówczas mistrzostwo świata, jednak Melogno nie zagrał w żadnym meczu.